# Drugi rząd Władysława Grabskiego
Drugi rząd Władysława Grabskiego – gabinet pod kierownictwem premiera Władysława Grabskiego, utworzony 19 grudnia 1923 roku po ustąpieniu rządu Wincentego Witosa. Rząd ustąpił 14 listopada 1925. W skład rządu weszli reprezentanci trzech partii: Związku Ludowo-Narodowego (ministrowie Wyganowski i Kiedroń - prywatnie szwagier premiera), Chrześcijańskiej Demokracji (kierownik resortu Tyszka) oraz „Piasta” (minister Ludkiewicz), a także bezpartyjni specjaliści.

## Skład rządu w dniu powołania
- prezes Rady Ministrów i minister skarbu (do 13 listopada 1925) – Władysław Grabski
- minister spraw wojskowych – gen. dyw. Kazimierz Sosnkowski (do 17 lutego 1924)
- minister spraw wewnętrznych – Władysław Sołtan (do 21 marca 1924)
- minister sprawiedliwości – Włodzimierz Wyganowski (Związek Ludowo-Narodowy, do 17 listopada 1924)
- minister reform rolnych – Zdzisław Ludkiewicz (PSL „Piast”, do 3 czerwca 1924)
- minister wyznań religijnych i oświecenia publicznego – Bolesław Miklaszewski (do 11 grudnia 1924)
- minister pracy i opieki społecznej – Ludwik Darowski (do 19 stycznia 1924)
- minister przemysłu i handlu – Józef Kiedroń (Związek Ludowo-Narodowy, do 16 maja 1925)
- kierownik Ministerstwa Rolnictwa i Dóbr Państwowych – Józef Raczyński (do 7 stycznia 1924)
- kierownik Ministerstwa Robót Publicznych – Mieczysław Rybczyński
- kierownik Ministerstwa Spraw Zagranicznych – Karol Bertoni (do 19 stycznia 1924)
- kierownik Ministerstwa Kolei Żelaznych (od 1 lipca 1924 r. Ministerstwo Kolei) – Kazimierz Tyszka (Chrześcijańsko-Narodowe Stronnictwo Pracy), od 12 czerwca 1924 jako minister

## Późniejsze zmiany
7 stycznia 1924 roku
Stanisław Janicki został następcą Józefa Raczyńskiego na stanowisku ministra rolnictwa i dóbr państwowych.
19 stycznia 1924 roku
Maurycy Zamoyski (Związek Ludowo-Narodowy) został następcą Karola Bertoniego na stanowisku ministra spraw zagranicznych,
Gustaw Simon kierownikiem resortu pracy i opieki społecznej po Ludwiku Darowskim.
17 lutego 1924 roku
Gen. dyw. Władysław Sikorski został nowym ministrem spraw wojskowych po gen. dyw. Kazimierzu Sosnkowskim.
21 marca 1924 roku
Zygmunt Hübner został nowym ministrem spraw wewnętrznych po Władysławie Sołtanie (mianowanym wojewodą warszawskim).
3 czerwca 1924 roku
Minister rolnictwa i dóbr państwowych Stanisław Janicki został kierownikiem resortu reform rolnych po Zdzisławie Ludkiewiczu.
12 czerwca 1924 roku
Kazimierz Tyszka (Chrześcijańsko-Narodowe Stronnictwo Pracy), dotychczasowy kierownik resortu kolei żelaznych, został ministrem.
18 czerwca 1924 roku
Ludwik Darowski został ponownie ministrem pracy i opieki społecznej po kierowniku Gustawie Simonie.
22 lipca 1924 roku
Wiesław Kopczyński (PSL „Wyzwolenie”) został nowym ministrem reform rolnych po Stanisławie Janickim.
27 lipca 1924 roku
Aleksander Skrzyński (Stronnictwo Prawicy Narodowej) został nowym ministrem spraw zagranicznych po Maurycym Zamoyskim.
17 listopada 1924 roku
Stanisław Thugutt (PSL „Wyzwolenie”) został wicepremierem i ministrem bez teki,
Cyryl Ratajski nowym ministrem spraw wewnętrznych, po Zygmuncie Hübnerze,
Franciszek Sokal nowym ministrem pracy i opieki społecznej, po Ludwiku Darowskim,
Antoni Żychliński nowym ministrem sprawiedliwości, po Włodzimierzu Wyganowskim.
11 grudnia 1924 roku
Jan Zawidzki został kierownikiem resortu wyznań religijnych i oświecenia publicznego po Bolesławie Miklaszewskim.
25 marca 1925 roku
Stanisław Grabski (Związek Ludowo-Narodowy) został nowym ministrem wyznań religijnych i oświecenia publicznego po Janie Zawidzkim.
25 kwietnia 1925 roku
Józef Radwan został kierownikiem resortu reform rolnych po Wiesławie Kopczyńskim.
16 maja 1925 roku
Czesław Klarner został nowym ministrem przemysłu i handlu po Józefie Kiedroniu.
28 maja 1925 roku
Stanisław Thugutt przestał być ministrem bez teki i wicepremierem.
14 czerwca 1925 roku
Władysław Raczkiewicz został nowym ministrem spraw wewnętrznych po Cyrylu Ratajskim.
13 listopada 1925 roku
Czesław Klarner został kierownikiem resortu skarbu po premierze Władysławie Grabskim.